# Dinant
Dinant es una ciudad belga situada en el corazón de la provincia de Namur. Al hallarse edificada a lo largo del cauce del río Mosa, recibe el nombre de Hija del Mosa.

## Historia
Perteneció al Principado de Lieja, hasta su ocupación por Francia en 1675 (ya la había ocupado entre 1554-1559), que la convirtió en una fortaleza defensiva, construida por Vauban, frente a las Provincias Unidas de los Países Bajos. Esta serían desmantelada en 1697, por el Tratado de Rijswijk cuando fue devuelta a Lieja.

Durante su inclusión en el Reino Unido de los Países Bajos, la fortaleza fue reconstruida durante los años 1817 a 1821.

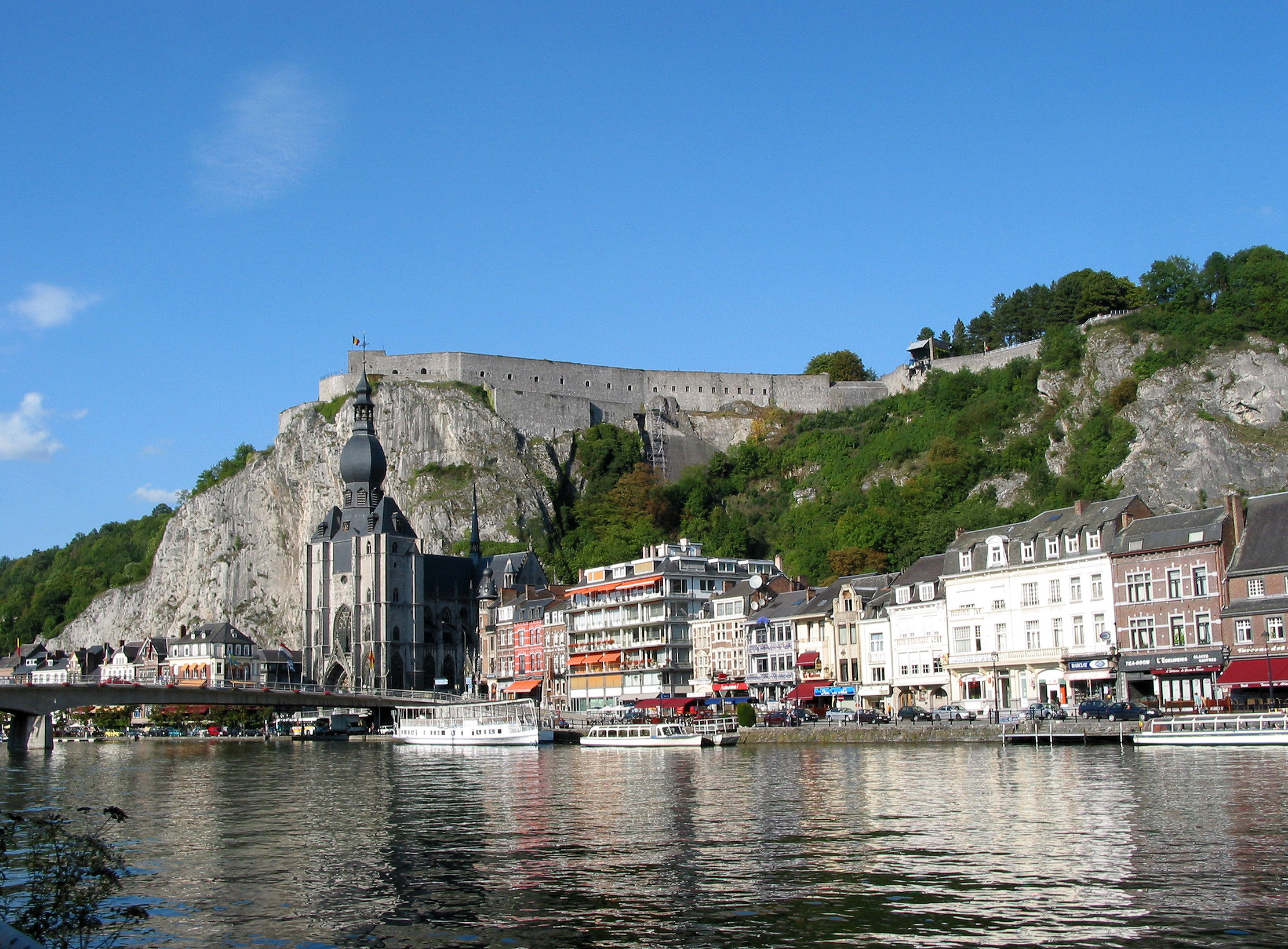
Dinant, con el río Mosa delante

En los primeros meses de la Primera Guerra Mundial fue escenario de combates entre los ejércitos francés y alemán. En sus alrededores fue herido el entonces teniente Charles de Gaulle. La batalla por la ciudad fue una de las masacres más difundidas por los aliados en contra de los alemanes.
Es conocida también por ser la localidad natal del inventor del saxofón, Adolphe Sax.

## Geografía

### Secciones del municipio
El municipio comprende los antiguos municipios, que se fusionaron en 1977:

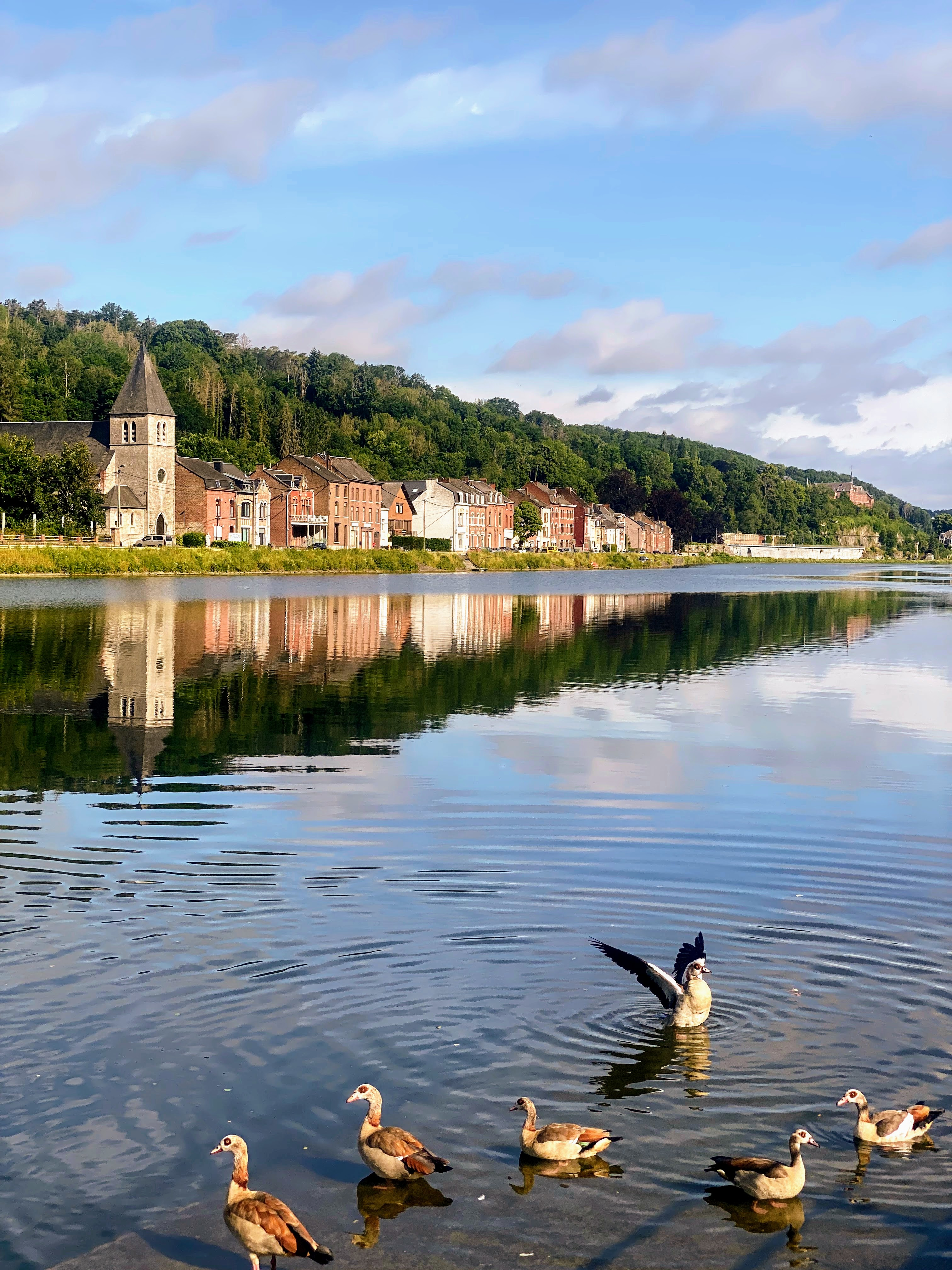
Paisaje de Dinant con el Río Mosa

| - Dinant - Anseremme - Bouvignes-sur-Meuse - Dréhance - Falmagne - Falmignoul - Foy-Notre-Dame - Furfooz - Lisogne - Sorinnes - Thynes |

## Demografía

### Evolución
Todos los datos históricos relativos al actual municipio, el siguiente gráfico refleja su evolución demográfica, incluyendo municipios después de efectuada la fusión el 1 de enero de 1977.
| Gráfica de evolución demográfica de Dinant entre 1846 y 2020 |
|                                                              |